# 140 Živa
140 Živa (mednarodno ime 140 Siwa) je velik in zelo temen asteroid tipa P v glavnem asteroidnem pasu. 

## Odkritje
Asteroid je odkril avstrijski astronom Johann Palisa (1848 – 1925) 13. oktobra 1874 .
Poimenovan je po Živi, slovanski boginji rodnosti. 

## Lastnosti
Asteroid Živa obkroži Sonce v 4,52 letih. Njegova tirnica ima izsrednost 0,216, nagnjena pa je za 3,187° proti ekliptiki. Njegov premer je 109,8 km, okoli svoje osi pa se zavrti v 18,495 h . 
Asteroid ima zelo ravno svetlobno krivuljo, kar pomeni, da je okrogel.

## Raziskovanje
Vesoljska sonda Rosetta je bila na poti proti kometu 46P/Wirtanen namenjena tudi obisku asteroida Živa. Pozneje so sondo preusmerili proti kometu 67P/Čurjumov-Gerasimenko, zato je let mimo asteroida Živa odpadel.